# Олтяну
Олтяну (рум. Olteanu) — село у повіті Горж в Румунії. Входить до складу комуни Глогова.
Село розташоване на відстані 256 км на захід від Бухареста, 32 км на південний захід від Тиргу-Жіу, 94 км на північний захід від Крайови.

## Населення
За даними перепису населення 2002 року у селі проживали 546 осіб, усі — румуни. Усі жителі села рідною мовою назвали румунську.